# Aleksandra Mirosław
Aleksandra Mirosław, född 2 februari 1994, är en polsk professionell sportklättrare.

## Karriär
Aleksandra Mirosław har vunnit guld i hastighetsklättring vid två VM och brons vid tre tillfällen.